# 271P/van Houten-Lemmon
271P/van Houten-Lemmon è una cometa periodica appartenente alla famiglia delle comete gioviane. Questa cometa è nota in particolare per la travagliata storia della sua scoperta e per avere una MOID col pianeta Giove di sole 0,149 unità astronomiche (22 300 000 km).

## Storia della scoperta
La cometa è stata scoperta il 24 settembre 1960, ma l'annuncio della scoperta è stato dato solo il 31 marzo 1966; secondo effemeridi del 1976 la cometa avrebbe dovuto ripassare al perielio a fine 1976, ma non fu riosservata. Il 5 ottobre 2012 il programma astronomico Lemmon (MLS) scopre un asteroide che viene denominato 2012 TB36; quattro giorni dopo ci si accorge che è una cometa che viene chiamata P/2012 TB36 Lemmon. Il 25 ottobre 2012 viene pubblicata la notizia della scoperta assieme all'annuncio del rinvenimento di immagini di prescoperta risalenti al 17 settembre 2012. Lo stesso 25 ottobre 2012 l'astrofilo tedesco Maik Meyer suggerisce che le due comete possano essere il medesimo oggetto; l'ipotesi viene accertata nello stesso giorno.